# Marquesado de San Román
El Marquesado de San Román es un título nobiliario español creado el 8 de enero de 1879 por el rey Alfonso XII a favor de Eduardo Fernández San Román, Teniente General y senador del Reino.

## Nota
No debe confundirse con el antiguo "Marquesado de San Román", que existió durante varios siglos, y que actualmente está vigente con la denominación de Marquesado de la Villa de San Román, nombre que recibió al ser rehabilitado en 1917.

## Marqueses de San Román
|                          | Titular                                     | Periodo                  |
| Creación por Alfonso XII | Creación por Alfonso XII                    | Creación por Alfonso XII |
| ------------------------ | ------------------------------------------- | ------------------------ |
| I                        | Eduardo Fernández San Román                 | 1879-?                   |
| II                       | María del Milagro de Carvajal y Osorio      | ? -1975                  |
| III                      | María del Pilar Casani (Cassani) y Carvajal | 1975-1984                |
| IV                       | Juan de Berenguer y Casani (Cassani)        | 1984-2016                |
| V                        | Javier de Berenguer Viota                   | 2016-Actualidad          |

## Historia de los Marqueses de San Román
- Eduardo Fernández San Román, I marqués de San Román. Le sucedió:

- María del Milagro de Carvajal y Osorio (1883-1975), II marquesa de San Román.

1. Casó con Juan Bautista Casani (Cassani) y Queralt VI conde de Cron. Le sucedió su hija:

- María del Pilar Casani y Carvajal (1905-1984), III marquesa de San Román.

1. Casó con Jaime de Berenguer y Maldonado. Le sucedió su hijo:

- Juan de Berenguer y Casani (n. en 1941), IV marqués de San Román, XX conde de Cifuentes (por fallecimiento sin descendientes de su tío, Mariano de las Mercedes Casani y Carvajal, XIX conde de Cifuentes, hermano de su madre), y  VIII conde de Cron (por fallecimiento sin descendientes de su tío Joaquín Casani y Carvajal, VII conde de Cron, también hermano de su madre).

1. Casó con María del Carmen de Santiago y Morales de los Ríos.
2. Casó con Rebeca Viota y López de Linares.

Cede el título a su hijo:
- Javier de Berenguer y Viota (n. en 1991), V marqués de San Román